# 中华苏维埃中央博巴自治政府

中华苏维埃中央博巴自治政府在1936年使用的旗帜

中华苏维埃中央博巴自治政府，又称博巴依得瓦（藏語：བོད་པའི་སྡེ་པ，威利转写：bod pa'i sde pa）、博巴人民共和国中央政府，博巴又作波巴，隶属于中华苏维埃共和国西北联邦政府，是当时为共产国际支部的中国共产党领导下的一个藏族自治政府，由博巴人民第一次代表大会于1936年5月5日在西康甘孜（今四川省甘孜县）建立，由长征途中的中国工农红军红四方面军协助当地藏人成立，范围包括道孚、泰宁、炉霍、甘孜、瞻化、雅江等縣。多德任政府主席，其他主要人员包括夏格刀登、邦达多吉、恭布泽仁、扎喜旺徐等。还组建了博巴革命党、博巴青年团和博巴自卫军。1936年7月，红军离开康北和川西北后，中华苏维埃中央博巴自治政府解散。